# Sozialdokumentarische Fotografie
Die Sozialdokumentarische Fotografie ist eine sozialkritische Richtung der Fotografie, die sich den Lebenslagen unterprivilegierter bzw. benachteiligter Menschen widmet.

## Ursprung der Gattung
Die Sozialdokumentarische Fotografie trat insbesondere durch die fotografische Praxis der Farm Security Administration (FSA) ins Bewusstsein der Foto- und Kunstgeschichte. Für die FSA fotografierten mehrere Fotografen, die Fotogeschichte schrieben, wie z. B. Walker Evans und Dorothea Lange. Sie dokumentierten in beeindruckender Weise für die FSA die Lebenssituation armer Farmer, deren ökonomische Existenz bedroht war. Diese Werke waren bei der fotografischen Dokumentation sozialer Probleme stilbildend.

## Stil
Die vornehmlich im 20. Jahrhundert unter dem Begriff Sozialdokumentarismus (auch „Sozialfotografie“) zusammengefasste fotografische Tradition widmet sich regelmäßig 'gesellschaftlichen Gruppen', die sozio-ökonomische wie kulturelle Gemeinsamkeiten besitzen.
Motivation der Fotografen sind regelmäßig als beschämend, benachteiligend, ungerecht oder schädigend empfundene Lebens- und/oder Arbeitsbedingungen sowie Armut. Die Beispiele sind vielfältig: Kinderarbeit, Kindesvernachlässigung, Hunger, Obdachlosigkeit, Armut von gesellschaftlichen Schichten, von Kindern und Alten, Arbeitsbedingungen in brasilianischen Goldbergwerken, Wohnen in Trabantenstädten, verarmende Landwirte, gefährliche industrielle Arbeitsbedingungen, Arbeitssklaven, politisch destabile oder autoritäre Regimes usw.
Die Intentionen der fotografischen Autoren bewegen sich zwischen emphatischer Dokumentation und konkreter Anklage gesellschaftlicher Ungleichheit. Bei allen Unterschieden in der Handhabung der Kamera – eines haben die Bilder dieser Autoren gemeinsam: Arme, Außenseiter und soziale Unterschichten werden nicht als Objekte der Exotik, sondern in teilnehmender Beobachtung porträtiert. Die Fotografen zeigen Armut nicht als Makel, sondern deren Würde. Sie geben den Letzten der Gesellschaft, jenen die in Statistiken nur als anonymes Kollektiv aufscheinen, ihr individuelles – oft stolz erhöhtes – Gesicht zurück.
Sozialdokumentarische Fotografie ist keine enthaltsame, nüchterne Sachaufnahme der Dinge, sondern sie ist Tendenzfotografie. Sie will bewusst provozieren, aber mit der Realität: Die dokumentarische Kraft der Bilder ist mit dem Wunsch nach Einsicht und politischer und sozialer Veränderung verbunden.
Sozialdokumentarische Fotografie ist bis heute überwiegend 'schwarz-weiß'. Das hat vielfach ästhetische Gründe, andererseits erscheinen die farblich eher eindimensionalen Aufnahmen vielen Autoren wie Betrachtern direkter und eindrücklicher.
Die so entstandenen Fotografien verstehen sich immer als eine 'Werkgruppe', die für die 'Veröffentlichung' bestimmt ist. Sie bedürfen des erläuternden Textes, zumindest aber eines Titels, der das Anliegen bzw. das Thema zur Einordnung und Wertung benennt.

## Geschichte

### Pionierzeit
Schon im 19. Jahrhundert waren Lebenslagen der Unterschichten Gegenstand der Fotografie und Arbeiterfotografie. Henry Mayhew und John Brinny veröffentlichen mit dem Buch London Labour And The London Poor (Arbeit und Armut in London) eine Darstellung der Lage der Londoner Arbeiterschaft. Für die Illustration des Bandes lagen Fotografien zugrunde. Thomas Annan publizierte mit Photographs of the Old Closes and Streets of Glasgow 1868–77 (Fotografien der Gassen und Straßen des Glasgow von 1868 bis 1877) eine Dokumentation der städtebaulichen Situation in den Glasgower Elendsvierteln. Ein weiteres englisches Beispiel ist das von Smith und Thompson 1877 herausgegebene Buch Street Life in London (Straßenleben in London), das gleichfalls soziales Leben dokumentiert. In England schlug wahrscheinlich die Geburtsstunde der sozialdokumentarischen Fotografie, da hier die Industrialisierung und damit einhergehende Folgen am weitesten fortgeschritten waren.

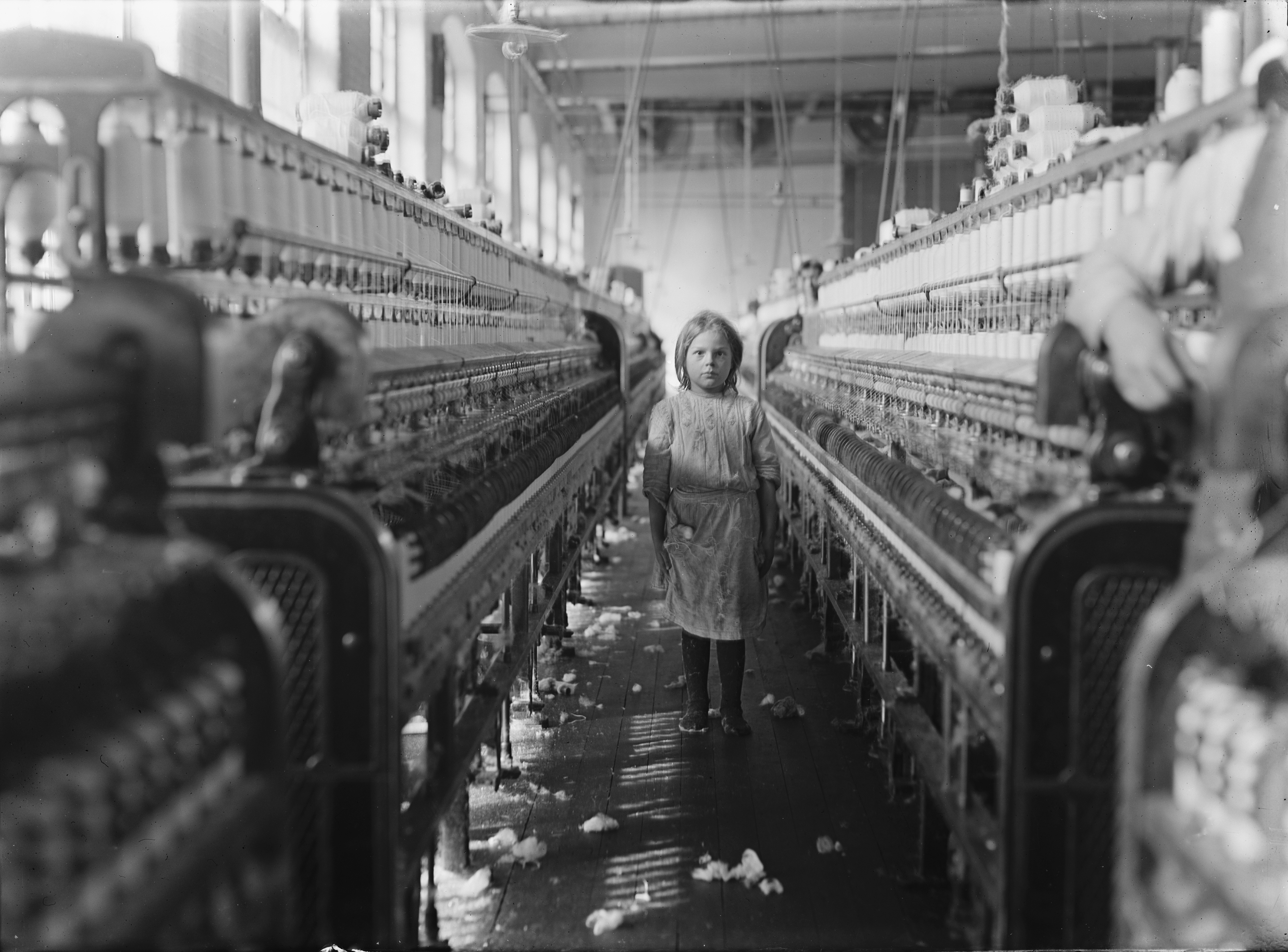
Kinderarbeit in einer Fabrik (Lewis Hine, USA, 1908).

In den USA engagierten sich um die folgende Jahrhundertwende zwei herausragende Fotografen für Menschen am Rande der Gesellschaft, Jacob Riis und Lewis Hine. Ihnen wurde die Kamera zum Instrument der Anklage gegen soziale Ungerechtigkeit. Jacob Riis dokumentierte 1890 die Lebensbedingungen von Arbeits- und Obdachlosen in New York (How The Other Half Lives, dt. Wie die andere Hälfte lebt). Ein weiteres Thema war für ihn das Schicksal der Einwanderer, von denen viele in extremer Armut in den New Yorker Slums lebten. Riis ergreift eindeutig Partei für die von ihm abgelichteten Menschen und appelliert mit seiner Arbeit an das soziale Gewissen der Gesellschaft. Gleiches gilt für Lewis Hine, der ebenfalls auf die Situation von Immigranten aufmerksam machte und als Fotograf des National Child Labor Committee (Nationalkomitee zur Kinderarbeit) gegen die in den USA zu Beginn des 20. Jahrhunderts weit verbreitete Kinderarbeit antrat. Beide Fotografen hatten politischen Einfluss mit ihren Arbeiten. Riis’ Engagement für die Menschen im Mulberry-Bend-Viertel führte zu dessen Abriss. Schulbauten und Erziehungsprogramme lassen sich ebenfalls auf Riis zurückführen. Lewis Hines Werk mündete in einem Gesetz gegen Kinderarbeit, das kurz nach dem Eintritt der USA in den Ersten Weltkrieg wieder annulliert wurde.
Der deutsche Maler und Fotograf Heinrich Zille verfolgte seinerseits ebenfalls um die Jahrhundertwende (1890 bis 1910) eine fotografische Dokumentation des Berliner Alltags. Es handelt sich nicht um gezielt sozialkritische Fotografien, sie bilden allerdings zu einem erheblichen Teil das Leben der Armen und Ausgegrenzten ab (bezeichnende Titel sind u. a.: Schusterwerkstatt, Schlafende Obdachlose, Charlottenburg – Reisigsammlerinnen, Frau mit holzbeladenem Kinderwagen, Hausierer mit Hundegespann; viele Bilder geben die Trostlosigkeit der Berliner Arbeiterquartiere wieder).

### 20. Jahrhundert

#### Große Depression und Krisen
Roy Stryker nahm die amerikanische Tradition während der Mitte der 1930er-Jahre für die Farm Security Administration wieder auf. Die FSA, 1935 als „Resettlement Administration“ gegründete US-amerikanische Regierungsinstitution, betreute arme in ihrer Existenz bedrohte Landwirte vor dem Hintergrund des 'Zusammenbruchs' der amerikanischen Landwirtschaft. Sie vermittelte z. B. Darlehen und bot Fortbildungskurse an. Stryker, ursprünglich Professor für Volkswirtschaft, war Leiter der Abteilung für Öffentlichkeitsarbeit der FSA, fotografierte selbst und initiierte das fotodokumentarische Projekt der FSA.
Walker Evans, Dorothea Lange, Arthur Rothstein und andere fotografierten in diesem Rahmen verarmte Farmer, ihre Familien, ihre Wohn- und Arbeitsbedingungen. Es entstand eine Sammlung von mindestens 130.000 Aufnahmen. Sie wurden für die Öffentlichkeitsarbeit der FSA benutzt und waren die Grundlage für das Buch „Land of Free“ (Land der Freien), das nachhaltig die Öffentlichkeit zugunsten der Lage der amerikanischen Landwirte beeinflusste. Es entstanden Fotografien wie Langes „Mutter einer Wanderarbeiterfamilie mit ihren Kindern“ (1936), die bis heute vielfältig publiziert werden.
Im Zusammenhang mit der Fotodokumentation der FSA wurde der Begriff der 'Sozialdokumentarischen Fotografie' geprägt. Roy E. Stryker erläuterte die von der FSA verfolgte Dokumentarfotografie mit dem Satz: „Der Hauptunterschied zwischen dem Fotografen, den man irrigerweise als 'Piktoralisten' bezeichnet, und jenem, den man ebenso falsch Dokumentaristen nennt, besteht darin, dass der erste eine Situation verschönt oder wegen ihrer Schönheit ablichtet, während die Fotografie dem Anderen als Mittel zum Zweck dient.“
In Deutschland entstand einige Jahre vorher die Arbeiterfotografen-Bewegung. Angesichts der nationalsozialistischen Diktatur von 1933 an war ihr keine lange Existenz beschieden. Ihre Protagonisten waren politisch engagierte Amateurfotografen. Sie dokumentierten die soziale Lage der Arbeiterschaft und die Aktivitäten der Arbeiterbewegung. Ein bekannter Vertreter dieses fotografischen Weges in Deutschland ist, auch wenn er nicht Mitglied der Arbeiterfotografen war, Walter Ballhause, der im Hannover der frühen 1930er-Jahre u. a. Arbeitslose, Kriegsversehrte und proletarische Großstadtkinder fotografierte.
Bei dem großen deutschen Fotografen August Sander steht das Soziale im Vordergrund seines Werks. Im Mappenwerk „Menschen des 20. Jahrhunderts“ dokumentierte Sander mit einem soziologischen Blick die deutschen „Stände“ seiner Zeit. Er wählte ihm exemplarisch erscheinende Personen bzw. –gruppen, die die unterschiedlichen sozialen Ebenen repräsentieren (’zwischen Obdachlosem und Bankdirektor’). Für diese Aufnahmen bemühte sich Sander um weitestgehende Objektivität – und fotografierte damit im Gegensatz zur klassischen sozialdokumentarischen Fotografie ohne jede Anklage oder einem Interesse, die Lebenssituation der Dargestellten verändern zu wollen.
Ein englischer Wegbereiter der sozial engagierten Fotografie ist Bill Brandt. Brandt war als Fotograf ein bedeutender Künstler. Er genießt besonders für seine experimentellen Aktstudien internationales Ansehen. Brandt ließ sich 1931 in England nieder und arbeitete für einige Magazine, für die er u. a. Reportagen über die von der Weltwirtschaftskrise betroffenen Menschen erstellte. 1936 veröffentlichte er den Bildband „The English at Home“ (Die Engländer daheim), in dem er die englische Klassengesellschaft pointiert darstellte. Bei Reisen in die Midlands und nach Nordengland fotografierte er zielstrebig die Folgen der Großen Depression. Mit diesen Arbeiten schuf Bill Brandt ein eigenständiges sozialdokumentarisches Werk von hohem Rang.

#### Krise nach 1945
Nach 1945 konnte die engagierte, kollektiv organisierte sozialdokumentarische Fotografie – bis auf England, wo sich die Tradition etwas länger hielt – nicht mehr richtig Fuß fassen. Der rabiate Antikommunismus der McCarthy-Ära hatte die linke, engagierte sozialdokumentarische Fotografie mit dem Verdikt des Bösen belegt. Große dokumentarische Fotografen der Nachkriegszeit, etwa W. Eugene Smith, Diane Arbus, Robert Frank, William Klein oder Mary Ellen Mark waren entweder Einzelkämpfer, oder sie waren gezwungen, als Story-Lieferanten für die großen illustrierten Magazine (allen voran Life) zu arbeiten. Eingezwängt in die wirtschaftliche Logistik der Auflagensteigerung, fanden politische Außenseiterpositionen kaum mehr Platz. Dennoch widmeten sich auch in der zweiten Hälfte des 20. Jahrhunderts Fotografen sozialen Fragen. So dokumentierte W. Eugene Smith Ende der 1960er-Jahre das Schicksal der Bewohner des japanischen Fischerdorfes Minamata, die in der Folge von Quecksilbervergiftungen erkrankt und zu einem erheblichen Anteil verkrüppelt waren.
Während der 1970er-Jahre gab es in Deutschland eine gestiegene Sensibilität für soziale Fragen, die sich auch in der Fotografie niederschlug. Ein anschauliches Beispiel dieser sozial engagierten dokumentierenden Fotografie ist der Band „Rettet Eisenheim“, in dem das (auch fotografische) Engagement gegen den Abriss einer Bergarbeitersiedlung in Oberhausen dargestellt wird.

### 21. Jahrhundert
Ein bedeutender sozialdokumentarischer Fotograf der Gegenwart ist der Brasilianer Sebastião Salgado, der z. B. mit seinem Werk „Arbeiter“ (1993) eine eindrucksvolle Dokumentation zur industriellen Arbeit publizierte. Ein weiteres zentrales Thema seiner Arbeit ist die weltweite Erscheinung der Migration, zu der er die Fotobände „Kinder der Migration“ (2000) und „Migranten“ (2000) vorlegte. Mit beiden Dokumentationen belegt er das schier unbeschreibliche Flüchtlingselend in vielen Ländern der Erde und leistet Beiträge zu einem differenzierten öffentlichen Bewusstsein und unterstützt die Arbeit von UNICEF. Seit 2004 arbeitete Salgado am Projekt Genesis, bei dem er noch unberührte Landschaften und ihre Flora und Fauna dokumentierte. Nach neunjähriger Arbeit an diesem Projekt zeigte das Natural History Museum in London 2013 eine Auswahl von 250 Aufnahmen und veröffentlichte dazu einen großformatigen Bildband, der von seiner Frau konzipiert worden war.

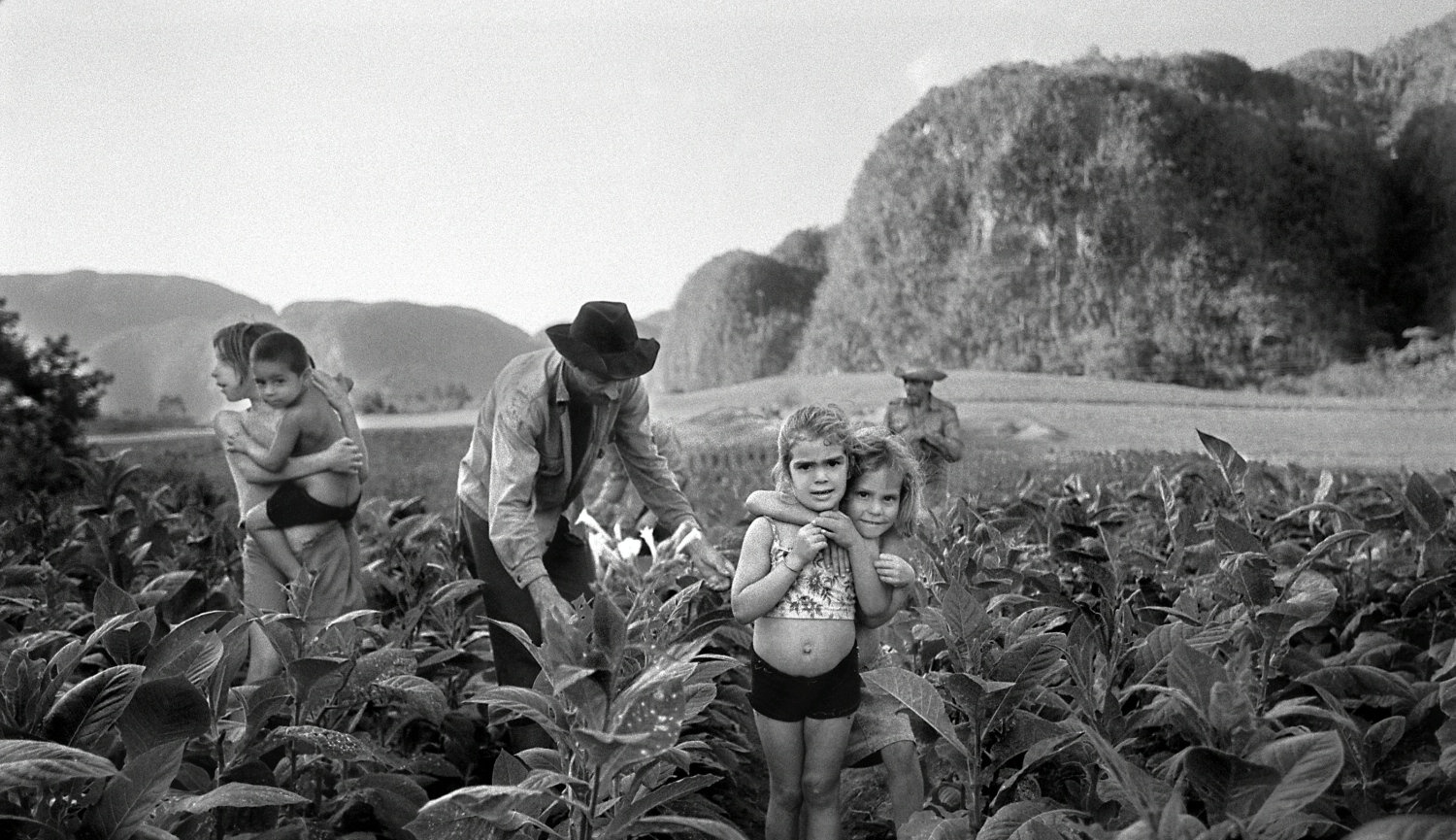
Manuel Rivera-Ortiz: Tabak-Ernte, Valle de Viñales, Kuba 2002

Ein jüngerer Vertreter der sozialdokumentarischen Fotografie ist Manuel Rivera-Ortiz, der als unabhängiger Fotograf die Lebensbedingungen von Menschen in Entwicklungsländern dokumentiert. Geprägt von seiner eigenen Erfahrung des Aufwachsens in ärmlichen Verhältnissen im ländlichen Puerto Rico der 1970er-Jahre, bezeichnet Rivera-Ortiz seine Arbeit als Celebration of Life (Feier des Lebens), in Armut. Rivera-Ortiz hat Kuba fotografiert und die Bedingungen, die er dort gesehen hat mit dem Puerto Rico seiner Jugend verglichen, sowie Indien, wo der die Würde der Dalit Kaste („Unberührbaren“) dokumentiert hat, oder die Lebensbedingungen der Aymara in der trockenen Hochebene von Bolivien. Er hat auch Arbeiten über Kenia, die Türkei oder Thailand veröffentlicht.
Parallel arbeiten viele Amateur- wie Berufsfotografen zu sozialen Problemen. Hier stehen weiterhin Armut, Arbeitsbedingungen, Arbeits- oder Obdachlosigkeit auf der Tagesordnung. So veröffentlichte der weltbekannte ukrainische Fotograf Boris Mikhailov mit ‚Case History’ einen Bildband über Obdachlose in Charkiw.
2005 stellte das Krefelder Museum Haus Lange mit der künstlerischen Arbeit von Lukas Einsele eine in der Tradition der Konzeptkunst stehende Dokumentation zum Thema Minenopfer in einer Reihe von Ländern aus. Einsele fotografierte systematisch u. a. Opfer von Landminen, die betroffene Landschaft und die Entschärfung von Landminen. In einem umfangreichen Textteil kommen u. a. die Opfer zu Wort.
Im Sommer 2009 zeigte das Budapester Ludwig-Museum unter dem Titel «Things are drawing to a crisis» eine Schau sozialdokumentarischer Fotografie der späten 1920er- und der 1930er-Jahre. Ebenfalls 2009 stellte der Fotograf, Kritiker und Kurator Jorge Ribalta im Museu d’Art Contemporani de Barcelona unter dem Titel «Universal Archive» eine Ausstellung zur Geschichte der Dokumentarfotografie im 20. Jahrhundert zusammen. 2010 fand im Museo Reina Sofía in Madrid eine große internationale Ausstellung zur Geschichte der sozialdokumentarischen Arbeiterfotografiebewegung statt.

## Beachtung in der Kunst
Seit den späten 1970er-Jahren wird die Sozialdokumentarische Fotografie neben der künstlerischen Fotografie zunehmend von Kunstgalerien und Museen beachtet. Luc Delahaye, Manuel Rivera-Ortiz und die Mitglieder der VII Photo Agency zählen zu den sozialdokumentarischen Fotografen, deren Bilder regelmäßig in Galerien und Museen ausgestellt sind.

## Sozialarbeit und Fotografie
In der Ausbildung der Sozialarbeit und Sozialpädagogik wird vielfach die Fotografie zur Dokumentation und Sensibilisierung für soziale Missstände eingesetzt. Oft ist die Fotografie auch ein Instrument für Soziale Arbeit, die Öffentlichkeit herstellen will, wie etwa beim Düsseldorfer Künstler Thomas Klingberg, der sich vor allem dem Thema Langzeitarbeitslosigkeit widmet oder bei der Erfurter Fotografin Nora Klein, die in ihrer fotografischen Arbeit Auswirkungen von Depressionen thematisiert. In diesem Kontext wird das Genre auch Soziale Fotografie oder Sozialfotografie genannt.

## Grenzbereiche und verwandte Genres
Ohne die engagierte Parteinahme für die Opfer sozialer Ungleichheit und gesellschaftlicher Missstände wenden sich Fotografinnen und Fotografien auch gesellschaftlichen (sozialen) Fragen zu. Beispielhaft seien hier Diane Arbus und Tina Barney genannt. Während Arbus eindringliche Aufnahmen behinderter und anderer Menschen am Rande der Gesellschaft schuf, gelang Barney die Dokumentation der Lebenssituation der weißen Oberschicht in den Neu-England-Staaten der USA.
Sozialdokumentarisch im Wortsinne sind vielfältige Dokumentationen aus den Leben in bestimmten Städten, Landschaften oder Kulturen. So vielfältig wie die Möglichkeiten sind die Beispiele. Stellvertretend kann Roman Vishniac erwähnt werden, der mit seinen Fotografien das jüdische Leben in Osteuropa vor dem Holocaust festhielt (Verschwundene Welt, München, 1996).
Ein weiteres Genre, das den Verfahren und Ergebnissen sozialdokumentarischer Fotografie nahe ist, findet sich in der volkskundlichen Fotografie (die häufig Menschen in prekären Lebenslagen darstellt, mit ihrem Anliegen allerdings z. B. untergehende Lebens- oder Produktionsweisen, Traditionen, Wohnformen und Kleidung dokumentieren will). Ein bemerkenswerter Vertreter dieser fotografischen Richtung ist der Becher-Schüler Martin Rosswog (Martin Rosswog, München 2005). Er fotografiert seit vielen Jahren systematisch insbesondere Innenräume ländlicher Gegenden. Er erhält damit fotografierend verschwindende Lebensweisen (z. B. in auf den Äußeren Hebriden, Rumänien und Russland, aber auch in Deutschland, z. B. Höfe im Münsterland, ‚Schultenhöfe’, München 2005).
Die Kriegsfotografie – beispielsweise von Mathew Brady, Alexander Gardner oder später auch von Robert Capa – zeigt, wie die Werke der amerikanischen Bürgerkriegsfotografen das Elend des Krieges anprangern und kann damit auch im engeren Sinne der Sozialdokumentarischen Fotografie zugerechnet werden.
Im Umfeld gesellschaftlicher Bewegungen (1968er, Umwelt-, Antikernkraftbewegung und andere) hat sich auch eine Form dokumentarischer Fotografie etabliert, wie sie beispielhaft im Werk von Michael Ruetz zum Ausdruck kommt. Er begleitete ab Mitte der 1960er-Jahre die damalige Studentenbewegung und lichtete Typisches dieser Zeit ab.
Der Fotojournalismus wiederum nimmt oft Anteil an sozialen Fragen, ist aber nicht in jedem Fall als sozial engagierter Dokumentarismus zu verstehen, da die meisten der entsprechenden Reportagen einmaligen Aufträgen zu verdanken sein dürften.
Die Straßenfotografie ist eine Genrebezeichnung der Fotografie, die zahlreiche Fotografen und Stile umfasst. Allgemein ist damit eine Fotografie gemeint, die im öffentlichen Raum entsteht, auf Straßen, in Geschäfte oder Cafés hineinblickend, Passantengruppen oder Einzelne herausgreifend, oftmals als Momentaufnahme, aber ebenso essayhafte Abfolge und Milieustudie.

## Belege
1. ↑  Genesis. In: Amazonas Images. (Fotos deaktiviert).
2. ↑  Phil Coomes: Sebastiao Salgado's Genesis project. In: BBC, (englisch), 3. November 2011, mit Fotostrecke.
3. ↑  Ausstellung: Sebastião Salgado: Genesis. (Memento vom 28. August 2013 im Internet Archive). In: Natural History Museum. 2013.
4. ↑  Video: Genesis von Sebastião Salgado – Taschen Verlag. In: redaktion42 / YouTube, 16. Mai 2013, 7 Min.
5. ↑  Buchveröffentlichung: One Step Beyond, Ostfildern-Ruit 2005.
6. ↑  Museo Reina Sofía: The Worker-Photography Movement
7. ↑  Alejandro Malo: Documentary Art. ZoneZero, abgerufen am 14. Dezember 2010.
8. ↑  Landeshauptstadt Düsseldorf: Künstlerverzeichnis Stadt Düsseldorf. Landeshauptstadt Düsseldorf, abgerufen am 7. Februar 2021.
9. ↑  Sozialdokumentarische Fotografie: Ausstellung "Brüche und Aufbrüche". 12. August 2019, abgerufen am 7. Februar 2021 (britisches Englisch).
10. ↑  Fotografin Nora Klein über Depression – Sehnsucht nach Leben, Sehnsucht nach Tod. Abgerufen am 7. Februar 2021 (deutsch).